# جمهورية مهاباد
36°45′00″N 45°43′00″E / 36.75°N 45.716666666667°E

جمهورية مهاباد أو جمهورية كردستان (بالكردية: کۆماری کوردستان، Komara Kurdistanê) دولة كردية سابقة تأسست عام 1946 بقيادة الزعيم الكردي قاضي محمد في مدينة مهاباد، شملت مدن بوكان ونقدة وبيرانشهر وأشنوية ولم تدم أكثر من 11 شهراً.

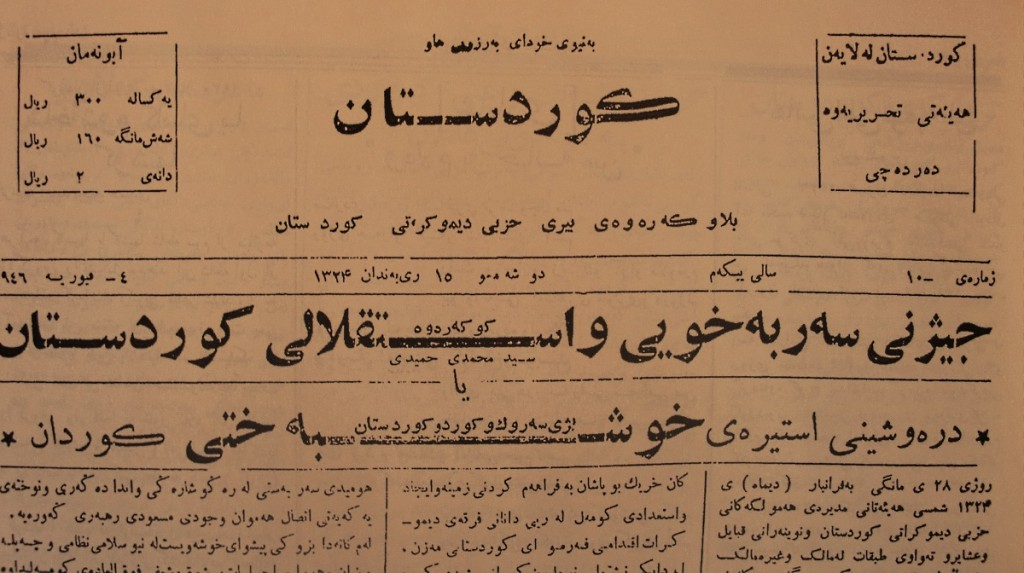
جريدة من صحيفة كردستان بتاريخ 4 فبراير 1946 عن استقلال جمهورية مهاباد الكردية

كانت المدن الثلاث أرومية وخوي وسلماس بمثابة مناطق متنازع عليها بين جمهورية كردستان وجمهورية أذربيجان الشعبية.

## الخلفية
غزا الحلفاء إيران في الحرب العالمية الثانية أواخر أغسطس 1941 حينها سيطر السوفييت على الشمال، ومع غياب الحكومة المركزية تولت لجنة من الطبقة المتوسطة يدعمها زعماء القبائل الإدارة المحلية في مدينة مهاباد الكردية. شُكل حزب سياسي تحت مسمى جمعية إحياء كردستان «کۆمەڵەی ژیانەوەی کوردستان» حيث نُخب قاضي محمد رئيسًا للحزب، وعلى الرغم من أن الجمهورية لم تُعلن حتى ديسمبر 1945 إلا أن لجنة قاضي أدارت المنطقة لأكثر من خمس سنوات حتى سقوط الجمهورية.

## التأسيس والنهاية
مع سيطرة الحزب الديمقراطي الأذربيجاني على محافظة أذربيجان الشرقية من قوات الحكومة الإيرانية وتشكيل جمهورية أذربيجان الشعبية، أسس الحزب الديمقراطي الكردستاني الإيراني حكومة الكردية الشعبية في مهاباد في 15 ديسمبر 1946، وفي 22 يناير 1946 أعلن قاضي محمد تشكيل جمهورية مهاباد.

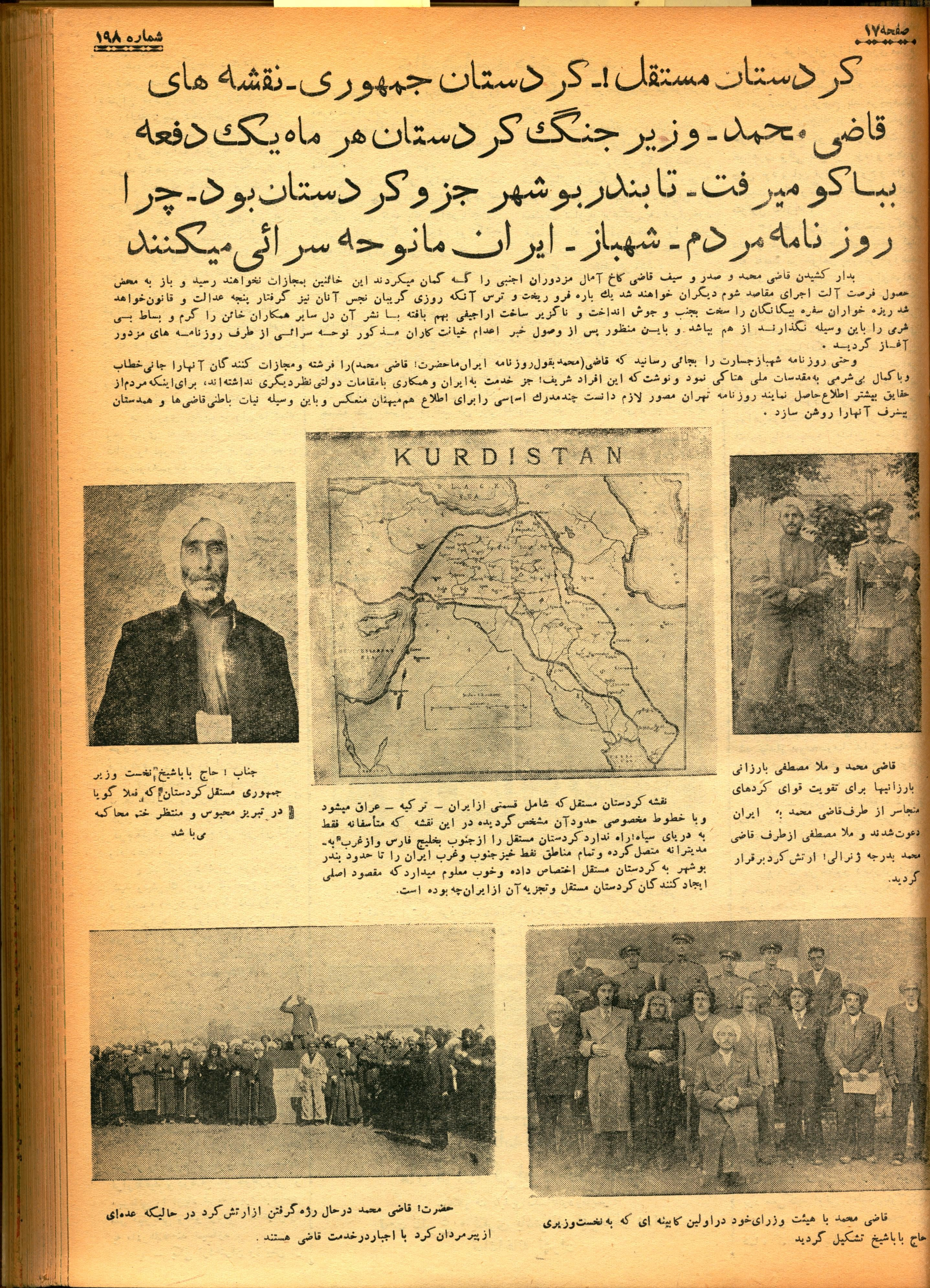
تقرير عام 1947 من المجلة الأسبوعية الشهيرة تهران مصور عن استقلال جمهورية كردستان

شكل مصطفى بارزاني مع جنوده من كردستان العراق العمود الفقري لقوات الجمهورية.
في 26 مارس 1946 وعد السوفييت الحكومة الإيرانية بانسحابهم من شمال غرب إيران بسبب ضغوط القوى الغربية بمن فيهم الولايات المتحدة ومجلس الأمن التابع للأمم المتحدة. في يونيو، أعادت إيران سيطرتها على أذربيجان الإيرانية حيث عزلت هذه الخطوة جمهورية مهاباد. تضاءلت محاصيل وإمدادات القبائل التي دعمت قاضي محمد نتيجة للعزلة، كما اختفت المساعدات الاقتصادية والمساعدات العسكرية من الاتحاد السوفيتي مما أدى إلى أفلاس مهاباد اقتصاديًا.
في 5 ديسمبر 1946، أخبر مجلس الحرب قاضي محمد أنهم سيقاتلون ويقاومون الجيش الإيراني إذا حاولوا دخول المنطقة ولكن عدم وجود دعم قبلي كردي جعل قاضي محمد يرى فقط مذبحة على المدنيين الكرد يقوم بها الجيش الإيراني، أجبره ذلك على تجنب الحرب بأي ثمن.
بعد عشرة أيام وتحديدًا في 15 ديسمبر 1946، دخلت القوات الإيرانية مهاباد وبمجرد وصولهم إلى هناك، أغلقوا المطبعة الكردية وحظروا تدريس اللغة الكردية وأحرقوا جميع الكتب الكردية بما فيها المدرسية. في 31 مارس 1947، شُنق قاضي محمد في مهاباد بتهمة الخيانة.

## التعليم
كانت الجمهورية تهدف إلى توفير التعليم المجاني باللغة الكردية. في البداية أضطر المعلمين الترجمة من الكتب المدرسية باللغة الفارسية إلى اللغة الكردية إلى أن قُرر توزيع الكتب المدرسية باللغة الكردية على المدارس كما أعلن أيضًا عن تشكيل مدرسة ثانوية للبنات.